# Rechneigrabenstraße
Die Rechneigrabenstraße ist eine Straße in der Innenstadt von Frankfurt am Main. Sie liegt im Südosten des Stadtkerns im Fischerfeldviertel. Die Rechneigrabenstraße war ehemals Standort wichtiger jüdischer Institutionen. An ihrem westlichen Ende liegt heute der Neue Börneplatz. Die nach ihm benannte Gedenkstätte Neuer Börneplatz erinnert an die ermordeten Frankfurter Juden.

## Lage und Verlauf
Die Rechneigrabenstraße ist die nördliche der drei Straßen im Fischerfeldviertel, die in Ost-West-Richtung verlaufen. Sie hat von Norden her keine Querstraßen, da dort seit dem Hochmittelalter ein jüdischer Friedhof liegt (Jüdischer Friedhof Battonnstraße). Von Süden her, aus dem Fischerfeldviertel, münden die Schützenstraße und die Mainstraße ein.
Der Börneplatz ist seit den 1990er Jahren bebaut, jedoch ist Börneplatz noch heute der Name des Straßenabschnitts im Süden (sowie des Fußgängerwegs im Osten) des ehemaligen Börneplatzes. Als Fortsetzung des Straßenabschnitts Börneplatz verläuft die Rechneigrabenstraße nach Osten bis zur rechtwinkligen Einmündung in die Lange Straße, die ihrerseits dem Verlauf der ehemaligen Frankfurter Stadtbefestigung folgt. Jenseits der Langen Straße liegt die Obermainanlage, ein Teil der Wallanlagen, mit dem Rechneigrabenweiher.
Obwohl die Straße entwicklungsgeschichtlich von Westen nach Osten bebaut wurde, verläuft die Nummerierung der Grundstücke andersherum, nämlich, wie in Frankfurt seit 200 Jahren üblich, in Fließrichtung des Mains.

## Geschichte

### Frankfurter Stadtbefestigung

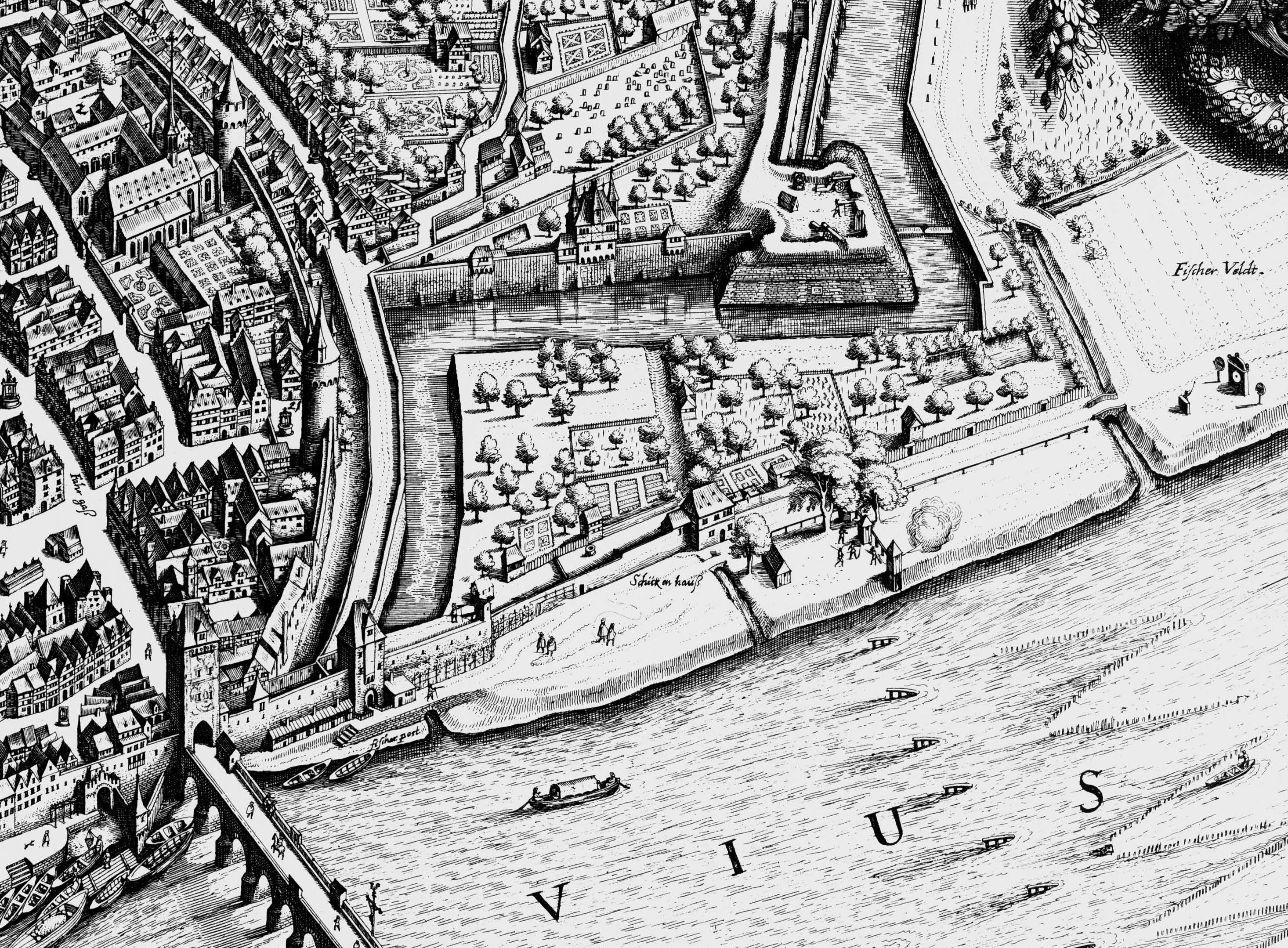
Das noch unbebaute Fischerfeld, 1628. In der Bildmitte der Rechneigraben mit dem Salmensteinschen Haus und dem Judeneck, dahinter der Jüdische Friedhof.

Das als Fischerfeld bekannte Gelände war trotz seiner unmittelbaren Nähe zur Altstadt lange unbebaut geblieben, da es feucht und sumpfig war. Die 1333 vom Kaiser genehmigte Stadterweiterung sparte das Gebiet aus, die Stadtmauer besaß hier eine unübliche (weil militärisch kontraproduktive) Innenecke. Erst die im 17. Jahrhundert angelegte Stadtbefestigung, die ansonsten dem Mauerverlauf des 14. Jahrhunderts folgte, verkürzte die Verteidigungslinie, indem sie vom Allerheiligentor direkt zum Main verlief und das innere Fischerfeld mit einschloss, das jedoch weitere 150 Jahre unbebaut blieb.
Die mittelalterliche Stadtmauer knickte etwas südlich des Allerheiligentors nach Westen ab. Diese Ecke erhielt im 16. Jahrhundert eine der ersten Bastionen der Stadtbefestigung, das Judeneck. Von hier verlief die Mauer in weiter Entfernung parallel zum Main, entlang des jüdischen Friedhofs, nach Westen. Am südlichen Ende der Judengasse, in der Nähe des Fronhofturms, traf sie auf die ältere Staufenmauer, die sich von hier nach Süden zog und an der Fischerpforte schließlich die Mainmauer erreichte. Der Stadtmauer war ein schützender Wassergraben vorgelagert. Der Grabenabschnitt vom Main bis zum Fronhofturm hieß Wollgraben, derjenige bis zum Judeneck Rechneigraben oder Judeneckgraben. 
Ungefähr in der Mitte des heutigen Straßenzugs, auf dessen nördlicher Seite, thronte das um 1350 auf die Mauer gebaute Salmensteinsche Haus hoch über dem Rechneigraben. Im Zuge der Aufgabe der Stadtmauer und der Anlage des Fischerfeldviertels wurde der Graben zugeschüttet und die Mauer einschließlich des stadtbildprägenden Hauses niedergerissen. Auf der Fläche des ehemaligen Stadtgrabens wurde nun, nach Trockenlegung und Aufschüttung des Geländes, die Rechneigrabenstraße angelegt.

### Die „Neue Anlage“

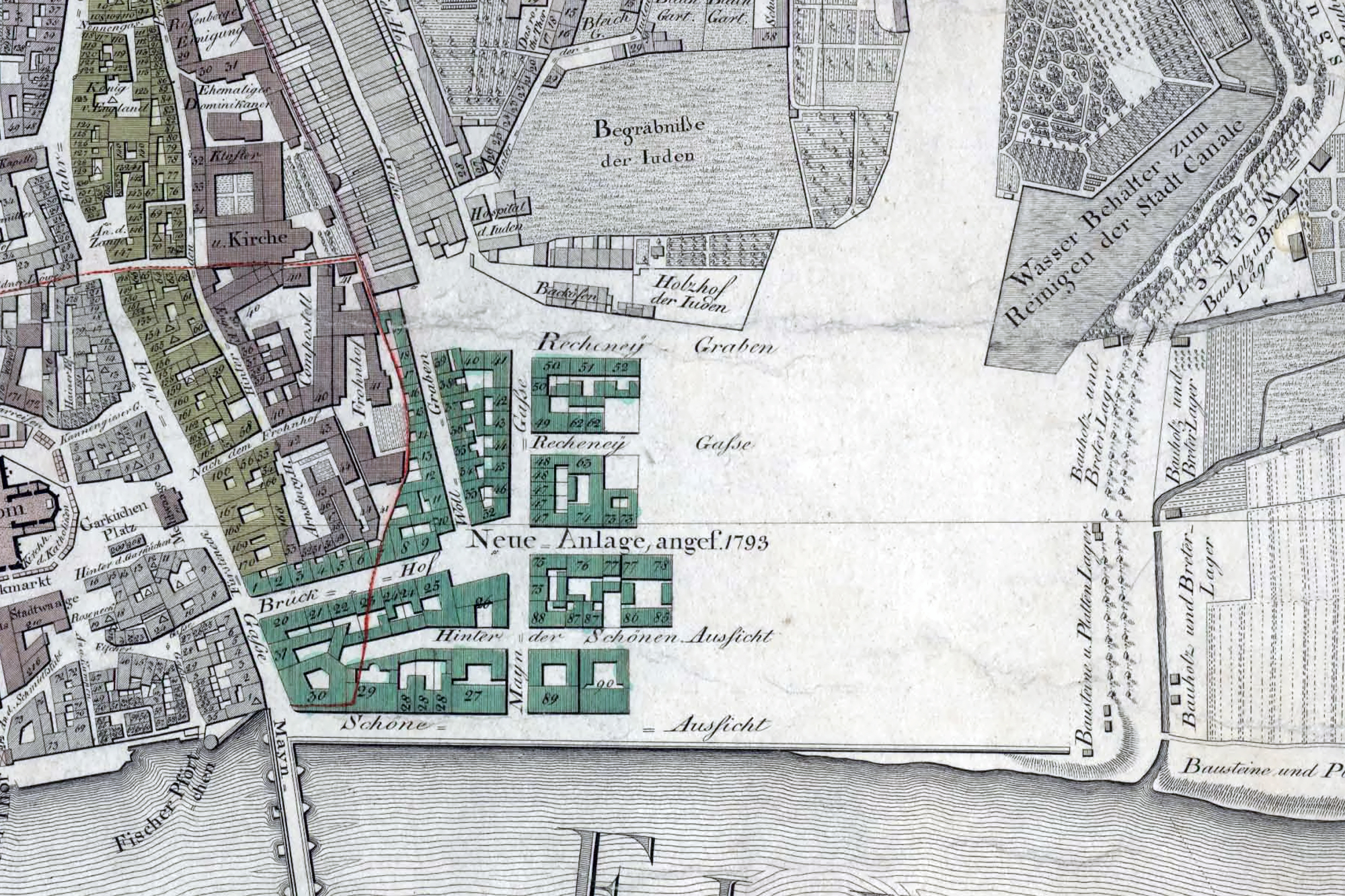
Der „Recheney-Graben“ auf dem Ulrichplan, 1811.

Die Straße entstand, wie das ganze Fischerfeldviertel, die damals so genannte Neue Anlage, ab 1793. Es handelte sich um die erste Stadterweiterung seit der erwähnten Gründung der Neustadt 1333. Im 1811 von C. F. Ulrich veröffentlichen Geometrischen Grundriss von Frankfurt am Mayn sind die ersten Grundstücke auf der südlichen Straßenseite bis über die Mainstraße hinaus bereits als bebaut dargestellt. Schon wenige Jahre später war das Viertel bis zur Obermainanlage hin bebaut. Lediglich an der Rechneigrabenstraße verblieben einige freie Grundstücke, vor allem auf ihrer nördlichen, zum Friedhof hin gelegenen Seite, dem Gelände des ehemaligen „Holzhofs der Juden“. Diese wurden nun gegen Mitte des 19. Jahrhunderts mit repräsentativen Neubauten jüdischer Institutionen bebaut.

### Die Blütezeit des Fischerfeldviertels
Mithilfe einer Spende des Bankhauses Rothschild von 100.000 Gulden konnte 1829–31 am westlichen Ende der Straße, auf dem auf der nördlichen Straßenseite gelegenen Eckgrundstück Rechneigrabenstraße 18–20 Ecke Judenmarkt das Hospital der vereinigten Israelitischen Männer- und Frauenkrankenkasse errichtet werden. Architekt des stattlichen dreigeschossigen Bauwerks im Rundbogenstil war Rudolf Burnitz, der in Frankfurt vor allem durch den Burnitzbau, eines Teils des Saalhofs und des Historischen Museums, bekannt ist. Das Hospital besaß eine Männerabteilung mit zwölf Zimmern, eine Frauenabteilung mit neun Zimmern sowie eine eigene kleine Synagoge, die ebenfalls durch eine Stiftung der Familie Rothschild unterhalten wurde.
Die bisher im Kompostellhof westlich des Judenmarkts ansässige jüdische „Realschule“ Philanthropin und die dazugehörige Volksschule erhielten 1845 einen repräsentativen Neubau auf dem Grundstück Rechneigrabenstraße 14–16. Architekt des Schulgebäudes, das in der ganzen Stadt Beachtung fand, war Ignaz Opfermann aus Mainz, der bereits den 1839 eröffneten Taunusbahnhof entworfen hatte, Frankfurts ersten Bahnhof überhaupt. Das Schulgebäude wurde 1860 um eine Turnhalle erweitert, eine der ersten in Frankfurt. Diese wurde bereits 1882 durch einen Neubau abgelöst, der außer einer Sporthalle auch eine Vorschule und Lehrerwohnungen umfasste.
Das Philanthropin nutzte das Schulhaus in der Rechneigrabenstraße bis 1908, als es in einen noch größeren Neubau in der Hebelstraße im Nordend umzog, den es bis heute nutzt. In die leerstehenden Räume zog die Annaschule, eine nichtjüdische Volksschule.
Nach der Spaltung der jüdischen Gemeinde im Jahr 1851, durch die die Hauptsynagoge in der Judengasse in die Hoheit der stark vom Philanthropin beeinflussten liberalen Gemeinde kam, errichtete der Minderheitsflügel der orthodoxen Israelitischen Religionsgemeinschaft an der Ecke Schützenstraße 14/Rechneigrabenstraße 5 eine eigene Synagoge nach Plänen von J. W. Renk und eine Volksschule. Die Synagoge Schützenstraße bot zunächst 500 Sitzplätze und wurde 1873/74 durch Bauinspektor Rügemer auf das Doppelte erweitert.  Sie blieb bis zur Eröffnung der Synagoge Friedberger Anlage im Jahr 1907 das Zentrum des orthodoxen Judentums in Frankfurt. 1921 wurde die Synagoge an einen Buchhändler verkauft, der sie zur Ausstellung von Kunstgegenständen nutzte.
Der Judenmarkt am westlichen Ende der Straße wurde 1885 in Börneplatz umbenannt, er wurde noch bis 1928 als Marktplatz genutzt. Im Nordosten der Platzes stand von 1882 bis 1938 die Börneplatzsynagoge. Von Anfang des 20. Jahrhunderts bis 1986 verkehrte die Straßenbahn auf einer Abzweigung, die über den Börneplatz und durch die Rechneigrabenstraße verlief.

### Kriegszerstörung und Wiederaufbau
Die schweren Luftangriffe auf Frankfurt am Main, vor allem im März 1944, zerstörten die östliche Altstadt und das Fischerfeldviertel im Zweiten Weltkrieg fast vollständig. Das Hospital der Israelitischen Krankenkassen in der Rechneigrabenstraße 18–20 war am Kriegsende eine Ruine ohne Dach und wurde abgerissen. Die dort entstehende Brachfläche wurde jahrzehntelang als Parkplatz genutzt. Später entstand hier der Neue Börneplatz.
1956 wurde die Kurt-Schumacher-Straße eröffnet, eine neue Hauptverkehrsstraße in Nord-Süd-Richtung. Für die Rechneigrabenstraße ergab sich dadurch eine neue Verkehrsanbindung im Westen. Der Wiederaufbau zog sich bis Ende der 1980er Jahre hin.
Der gesamte Straßenblock zwischen Rechneigrabenstraße, Mainstraße, Fischerfeldstraße und Schützenstraße wurde mit der umfangreichen Zentrale des Arbeitsamts Frankfurt bebaut. Es handelte sich eigentlich sogar um zwei Blocks, die bisher dort verlaufende Rechneistraße wurde überbaut und verschwand aus dem Stadtplan.

### Neuer Börneplatz
1984 wurde entschieden, auf dem Börneplatz und der nördlich angrenzenden Fläche bis zur Battonnstraße ein Kundenzentrum der Stadtwerke zu errichten. 1987 stieß man beim Ausheben der Baugrube auf Keller und Fundamente der früheren Judengasse. Diese wurden nach Änderung der Pläne in einem Museum Judengasse im Untergeschoss des Kundenzentrums der Öffentlichkeit zugänglich gemacht. Auf der Ostseite des Gebäudes, am ehemaligen Standort des Israelitischen Hospitals, entstand in der Folge der Neue Börneplatz. Er bildet den südlichen Teil der Gedenkstätte Neuer Börneplatz. Die Gedenkstätte wurde am 16. Juni 1996 eingeweiht.

## Die Rechneigrabenstraße heute

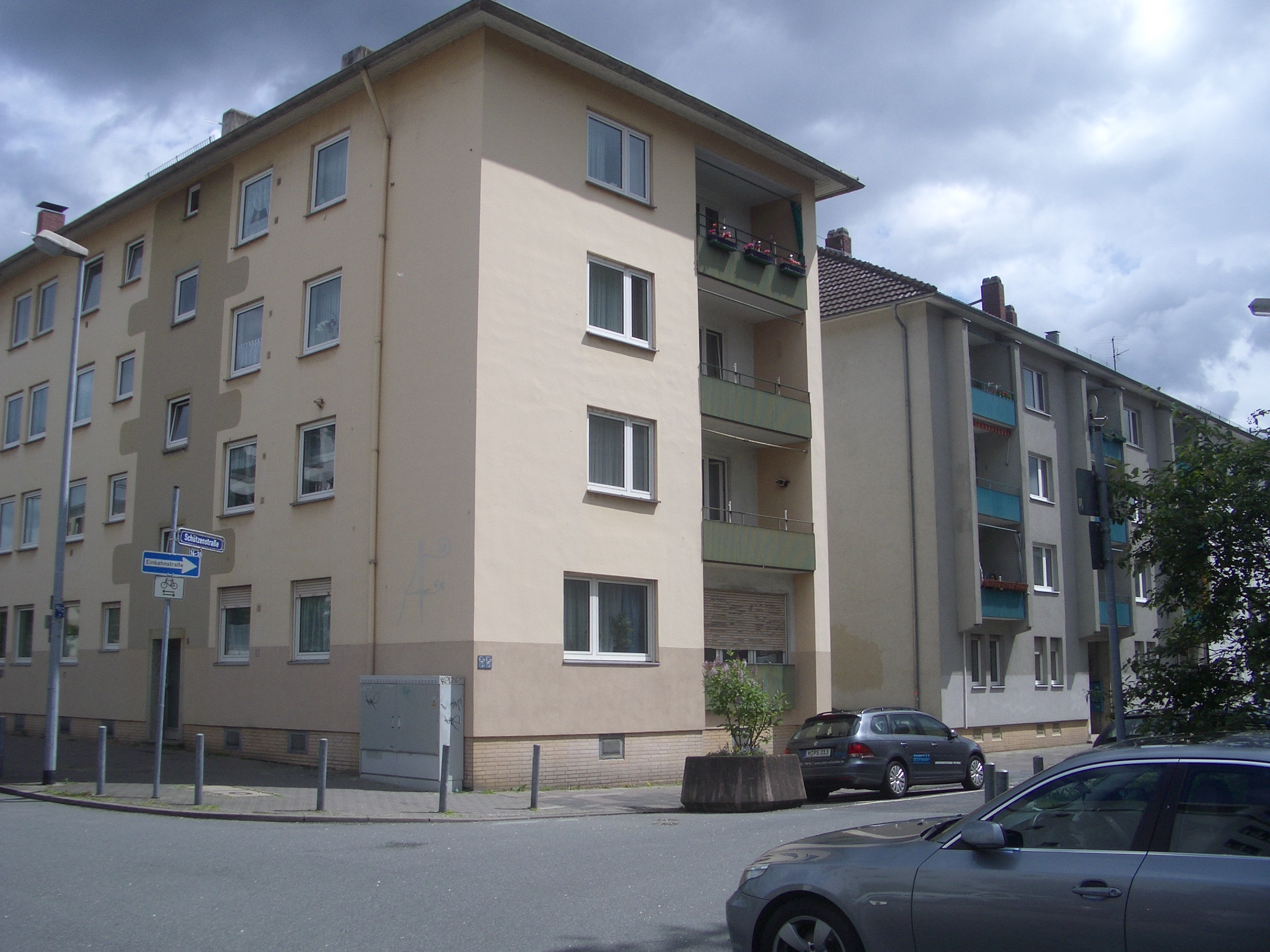
Der Standort der ehemaligen Synagoge Schützenstraße heute

Auf der Nordseite der Straße liegt an ihrem westlichen Ende der Neue Börneplatz. Ein Fußgängerweg führt von hier entlang der Friedhofsmauer weiter zur Battonnstraße im Norden. Damit ist die gesamte Gedenkstätte Neuer Börneplatz, zu der auch die Außenmauer des Jüdischen Friedhofs Battonnstraße gehört, von der Rechneigrabenstraße aus begehbar. Der Neue Börneplatz ist westlich von einem großen Verwaltungsgebäude begrenzt, das sich ebenfalls bis zur Battonnstraße erstreckt.
Die Krankenhaustradition wurde ab 1996 durch das Evangelische Hospital für Palliativmedizin fortgesetzt. Dieses stand in der Rechneigrabenstraße 12. Das Hospital wurde 2009 geschlossen, seine Tätigkeit ans Markus-Krankenhaus verlagert. Das Gebäude wird seitdem als Hospiz genutzt.
Die gesamte südliche Straßenfront zwischen Main- und Schützenstraße nimmt das Gebäude der Agentur für Arbeit ein, der Haupteingang befindet sich jedoch auf der anderen Seite, an der Fischerfeldstraße. Im Abschnitt zwischen Schützenstraße und Lange Straße, wo früher die orthodoxe Schule und die Synagoge standen, stehen heute Wohnhäuser der 1950er Jahre.